# Rhinella chavin
Rhinella chavin är en groddjursart som först beskrevs av Edgar Lehr, Köhler, Aguilar och Ponce 200.  Rhinella chavin ingår i släktet Rhinella och familjen paddor. IUCN kategoriserar arten globalt som akut hotad. Inga underarter finns listade i Catalogue of Life.